# Greinbach

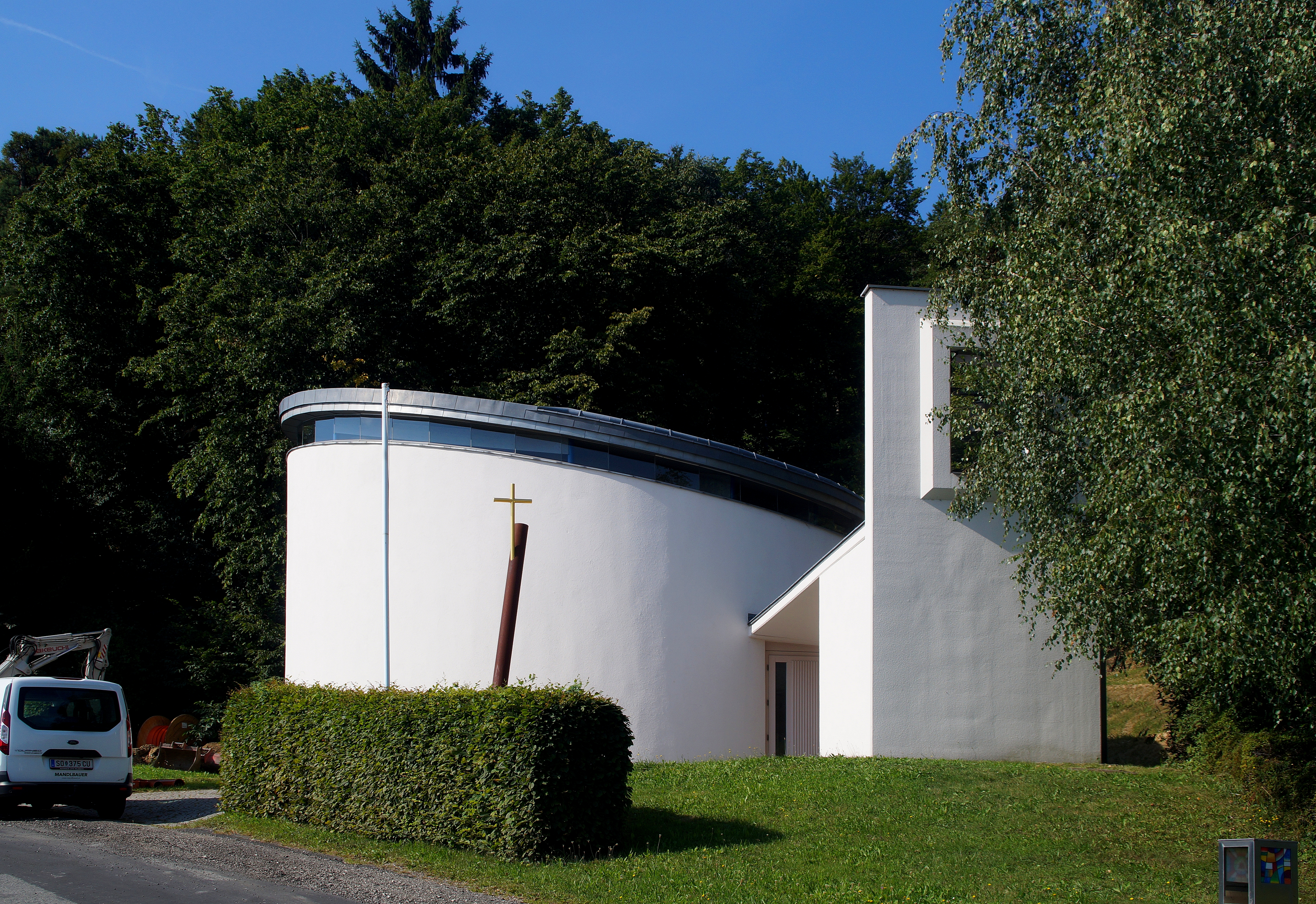
Penzendorf

Greinbach è un comune austriaco di 1 802 abitanti nel distretto di Hartberg-Fürstenfeld, in Stiria.